# Telebasis filiola
Telebasis filiola là một loài chuồn chuồn kim trong họ Coenagrionidae.
Telebasis filiola is in 1834 voor het eerst wetenschappelijk beschreven door Perty.